# 井川伊勢吉
井川 伊勢吉（いかわ いせきち、1909年〈明治42年〉11月7日 - 1990年〈平成2年〉7月4日）は、日本の実業家。大王製紙創業者。幼名高助。大王製紙前会長井川意高の祖父。
1943年（昭和18年）大王製紙設立。1981年（昭和56年）県功労賞。1984年（昭和59年）伊予三島市名誉市民。1986年（昭和61年）愛媛放送賞受賞、同年勲二等瑞宝章。

## 経歴
- 1909年（明治42年）11月7日 - 愛媛県宇摩郡三島町（現四国中央市）に生まれる[1]。先代・伊勢吉の長男[3]。
- 高等小学校を出るとすぐ家業のクズ紙原料商を手伝った[4]。
- 1928年（昭和3年） - 三島で製紙原料商開始[1]。
- 1940年（昭和15年） - 丸菱製紙所社長に就任し、製紙業へ参入[1]。
- 1941年（昭和16年） - 四国紙業株式会社を建て、大王製紙の母体となる製紙工場づくりに着手[1]。
- 1943年（昭和18年） - 大王製紙株式会社を設立し社長に就任[1]。
- 1947年（昭和22年） - 宇摩商工会議所会頭に就任[1]。銅山川疏水への取り組み開始[1]。
- 1962年（昭和37年） - 会社更生法適用申請[1]。
- 1964年（昭和39年） - 大王製紙が倒産の危機に陥る[1]。
- 1965年（昭和40年） - 会社更生手続終結[1]。
- 1978年（昭和53年） - 日本製紙連合会副会長に就任[1]。
- 1987年（昭和62年） - 代表取締役会長に就任[1]。
- 1990年（平成2年）7月4日 - 80歳で死去[1]。

## 人物像
井川伊勢吉は、幼名高助といった。チビだったため、低助のアダ名がついた。伊勢吉の経営者としてのスタートは、戦時下という特殊な事情もあって苦難の連続であったが、苦労を苦労としない不屈の精神力と決断力が今日を築いたといえる。
伊勢吉について、地元商店街の関係者によると「創業者の井川伊勢吉氏は、身長が百五十センチに満たない小柄な人でしたが、働き者でね。ボロ服を着て リヤカーを引いていた姿が印象的でした。各家庭を回って、製紙の原料に使う段ボールなどの古紙を集めるのです。古紙を原材料に混ぜて製紙を作ると程よい柔らかさになって需要があった。…（中略）伊勢吉氏は、遠方に行く時は旅館には泊まらず、車の中で寝泊りしていた倹約家でした。」という。
宗教は真言宗。趣味は仕事。余暇にはよく本を読む。なかでも吉川英治が好き。健康法は昼寝。

## 家族・親族
- 弟 - 井川重樹[7]
- 長男 - 井川高雄[3]